# 高橋淳子
高橋 淳子（たかはし じゅんこ、1954年 - ）は、日本の社会福祉学者。新潟青陵大学短期大学部教授。

## 略歴
- 1971年3月: 東京都立墨田川高等学校卒業
- 1976年3月：立正大学文学部社会学科卒業
- 1995年3月：早稲田大学文学部社会専修卒業
- 1998年3月：筑波大学大学院教育研究科カウンセリング専攻リハビリテーションコース博士前期課程修了、修士（リハビリテーション）
- 2010年3月：立正大学大学院文学研究科社会学専攻博士後期課程修了、博士（社会学）

公立の養護学校（現：特別支援学校）に教諭として勤務、その他早稲田大学文学部非常勤講師・福島学院短期大学専任講師、佐野短期大学特任助教授、高崎健康福祉大学短期大学部助教授を経て、 
- 2006年：城西国際大学福祉総合学部助教授
- 2007年：学校教育法により同准教授
- 2012年：城西国際大学福祉総合学部教授
- 2015年：新潟青陵大学短期大学部幼児教育学科教授

## 著書・論文
- 『知的・身体障害者問題資料集成』、不二出版、2006年発行
- 『事例で学び実践に生かす障害者福祉』、共著、保育出版社、2009年発行
- 『異形の者へのまなざし』、立正大学大学院、2009年発行
- 『脇田長吉の低能児教育』、城西国際大学、2009年発行
- 『障がいがあるといわれたら～育ちへの支援～』、共著、星の環会、2010年発行